# Aphytis holoxanthus
Aphytis holoxanthus is een vliesvleugelig insect uit de familie Aphelinidae. De wetenschappelijke naam is voor het eerst geldig gepubliceerd in 1960 door DeBach.